# Paradrypetes
Paradrypetes, biljni rod iz porodice korenjaševki (Rhizophoraceae) u koji su uključuna dvije vrste južnoameričkog drveća, jedna u dolini Amazone (P. subintegrifolia) i druga (P. ilicifolia) na jugoistoku Brazila u državama Espírito Santo i Minas Gerais

## Vrste
1. Paradrypetes ilicifolia Kuhlm.
2. Paradrypetes subintegrifolia G.M.Levin